# استیون کوپر
استیون کوپر، (به انگلیسی: Stephen Cooper) (زاده ۱۹۴۸) کارآفرین، بازرگان و مدیر ارشد اجرایی آمریکایی است، که در حال حاضر به‌عنوان مدیر عامل اجرایی گروه موسیقی وارنر فعالیت می‌کند.